# Pterygophyllum luteovirens
Pterygophyllum luteovirens là một loài Rêu trong họ Hookeriaceae. Loài này được (Colenso) Broth. ex Paris mô tả khoa học đầu tiên năm 1909.